# Dabih
Dabih (β Capricorni / β Cap / 9 Capricorni) es la segunda estrella más brillante en la constelación de Capricornio después de Deneb Algedi (δ Capricorni). Su nombre, procedente del árabe Sa'd adh-dhabih, significa «la estrella de la suerte del matarife».
Se encuentra a 328 años luz (101 pársecs) del sistema solar y es una de las estrellas más complejas que se conocen. Con buena vista o usando binoculares se distinguen dos estrellas separadas visualmente poco más de 3 minutos de arco, denominadas Dabih Mayor o β1 Capricorni —la más brillante—, y Dabih Menor o β2 Capricorni —la más tenue—.
La distancia entre ellas es de 21.000 UA como mínimo y emplean al menos 700.000 años en completar su órbita. Además, cada una de estas componentes es, a su vez, un sistema estelar múltiple.

## Dabih Mayor
Dabih Mayor es la más compleja de las componentes. Su estrella principal, β Capricorni Aa, es una gigante naranja luminosa de tipo espectral K0II y magnitud aparente +3,08.
Con una temperatura efectiva de 4900 K, su luminosidad es equivalente a 600 soles.
Tiene un diámetro 35 veces más grande que el del Sol y una masa 4 veces mayor que la solar.
A 0,05 segundos de arco de ella se puede observar β Capricorni Ab, una estrella blanco-azulada de tipo espectral B8V y magnitud aparente +7,20. Su masa es muy similar a la de β Capricorni Aa. Ambas estrellas están separadas 5 UA y su período orbital es de 3,77 años.
A su vez, β Capricorni Ab tiene una compañera muy próxima, a tan sólo 0,10 UA, siendo el período orbital de esta binaria 8,7 días. Denominada β Capricorni Ac, nada se sabe de ella.
Se piensa que igualmente β Capricorni Aa puede ser una estrella múltiple.

## Dabih Menor
Dabih Menor es también un sistema binario. La estrella principal, β Capricorni B, es una gigante o subgigante de tipo espectral B9.5III/IV y magnitud aparente +6,1.
Brilla con una luminosidad 40 veces mayor que la luminosidad solar. Es una estrella de mercurio-manganeso —semejante, por ejemplo, a Gienah Gurab (γ Corvi)— con proporciones elevadas de ciertos elementos en su atmósfera.
Los niveles de platino, oro, mercurio y bismuto son 100.000 veces más altos que en el Sol.
La componente secundaria de Dabih Minor, llamada β Capricorni C, se encuentra a 30 UA de β Capricorni B, si bien no se ha determinado su órbita. Probablemente sea una enana amarilla de tipo espectral F5V.